# Altstadt Lübeck
Altstadt Lübeck je zgodovinsko območje starega mestnega jedra Lübecka in po površini največji nemški spomenik na Unescovem seznam svetovne dediščine. Veliko je okoli 100 ha, od vodotokov in ostankov obzidja in gosto naseljenega otoka, ki je bil na seznam vpisan konec leta 1987. Ta zgodovinski otok med reko Trave in prekopom Laba-Lübeck je obdan z ostanki srednjeveškega obzidja z ohranjenimi mestnimi vrati Burgtor in Holstentor in zgodnjimi modernimi utrdbami in pristaniškimi napravami iz 19. stoletja. Pogled na staro mestno jedro obvladuje sedem stolpov. V pogledu na ulico so značilne številne hiše iz različnih obdobij, med njimi tudi iz obdobja opečne gotike. Za obcestno hišo z zatrepom je običajno značilen hodnik in dvorišče.
Danes je staro mestno jedro eno od desetih upravnih okrožij Lübecka. V pretežno manjših hišah starega mestnega jedra živi okoli 12.000 prebivalcev.

## Ustanovitev in razvoj
Ustanovitev mesta pod  Henrikom Levom leta 1159 je sledila velikemu požaru na mestu slovanske trdnjave na polotoku imenovanem Bucu med reko Trave in Wakenitz. Srednjeveški mestni tloris za novo trgovsko mesto v smeri sever-jug, ki je meril približno dva kilometra, je bil preprost in zelo učinkovit. Od grajskih vrat na severu je potekala nadrejena cesta proti jugu. Poleg Marktplatza sta bila ob tej poti še dva trga Koberg in Klingenberg, med katerima sta pravokotno na pot sever-jug potekali dve vzporedni ulici, Königstraße (Kraljeva cesta) na vzhodu in Breiten Straße (Široka cesta) na zahodu. Od teh cest, določenih kot rebra so tekle podrejene ulice v smeri vzhod in zahod tako, da so se pojavili pravokotni gradniki. Mesto je sprva varovala okoliška voda in mestno obzidje iz opeke. Zgodovinsko je bilo razdeljeno na štiri četrti. Danes je ta od 19. stoletja učinkovita delitev mesta na četrti brez pomena in s tem povezani izrazi postali tudi brez pomena.
V zgodnjem modernem obdobju je nastala okoli Lübecka fortifikacija, zaradi katere je bil ena največjih utrdb v severni Evropi. Ta utrdba je bila razstavljena počasi od začetka 19. stoletja glede na potrebe razvoja pristanišča Lübeck, prihoda železnice in industrializacije. Največja topografska sprememba je bila izgradnja prekopa Laba-Lübeck, katerega gradnja se je začela leta 1900. Staro mesto Lübeck se je spremenilo s polotoka v otok in Wakenitz je danes zajezena v strugi. Tudi utrdbe so bile žrtve širitve pristanišča. Trave in mestni jarek sta se znatno razširila, zlasti na območju severnega polotoka Wall, da bi pridobili priveze za prihajajoče parnike. Kljub temu pa so danes posamezni bastijoni v Lübecku jasno vidni, še posebej na odseku med bivšimi Mühlentor in Holstentor.

## Svetovna dediščina od 1987
V letu 1987 ni bil na seznam svetovne kulturne dediščine vpisan celoten otok. Zaradi ocen ICOMOS-a (International Council on Monuments and Sites) iz let 1983 in 1986 je bil del, ki ga je marca leta 1942 uničil zračni napad izločen. Natančen obseg ni bil jasno opredeljen dlje časa, saj je bil površinski spomenik približno ročno risan leta 1987 z debelim peresom s čopičem na zemljevidu. Od leta 2009 je bilo z organi Unesca dogovorjen digitaliziran zemljevid z natančno predstavitvijo območja svetovne dediščine. Ta zemljevid ima tri področja: 
- območje 1, ki je sestavljeno iz severnega in vzhodnega starega mestnega jedra od severne strani Fischergrube ob cesti An der Untertrave do Burgtor okoli ceste An der Mauer do ceste Mühlenstraße. Nadaljuje se na vzhodni strani Mühlenstraße in Königstraße, dokler ne pride do Pfaffenstraße in Breite Straße in spet v Fischergrube;
- območje 2 vključuje jugozahodno staro mestno jedro, od Holstenstraße do stolnice (Lübecker Dom), ki se tudi  imenuje Dom-Viertel. Na tem področju meja pri kartiranju poteka delno skozi gradnike in meje na območju 1 na območju Mühlenstraße;
- najmanjši del 3 vključuje mestno hišo s Kanzleigebäude, cerkev svete Marije z nekdanjo kapelo Maria am Stegel in zgornjo Mengstraße z Buddenbrookhaus.

Tri območja obsegajo skupaj 81 hektarjev (več kot 80% skupne površine) starega mestnega jedra Lübecka z okoliškim varovalnim pasom približno 694 hektarov.
Ohranjeni deli trgovskega območja Lübecka, kot je Schabbelhaus v spodnji Mengstraße, niso del svetovne kulturne dediščine.
V zgodovinskem središču Altstadt Lübeck je več kot tisoč stavb navedenih posamično. Mnoge od njih segajo v čas opečne gotike, ki v splošnem jeziku Lübeckčanov velikodušno vključuje tudi čas opečne renesanse .